# SD 70 (bomba)
SD 70 je fragmentaciona eksplozivna bomba sa debelim zidovima koju je koristila Luftvafe tokom Drugog svetskog rata.

## Istorija
Druga najkorišćenija kategorija bombi bila je SD serija koje su bile visokoeksplozivne bombe, ali sa debljim kućištima, što je značilo da je njihov odnos punjenja i težine bio samo 30 do 40% njihove ukupne težine. Na prvi pogled, bilo ih je teško razlikovati od SC serije bombi, ali dve serije su bile označene bojama: SC serija je imala žute repne pruge, dok je SD serija imala crvene repne pruge. Bombe u ovoj seriji bile su SD 1, SD 1 FRZ, SD 2, SD 10 A, SD 10 FRZ, SD 10 C, SD 15, SD 50, SD 70, SD 250, SD 500, SD 1400 i SD 1700. Broj u oznaci bombe odgovarao je približnoj težini bombe. 
Serija SD je prvenstveno korišćena u dve uloge koje su bile određene tipom upaljača i pribora postavljenim na bombu. Prva je fragmentaciona bomba sa trenutnim upaljačem, pa zbog toga je ta bomba namenjena da eksplodira iznad zemlje, tako da u tom trenutku od eksplozije kućišta fragmentacione bombe dolazi do rasturanja velike količine fragmenata koji pri tom uništavaju živu silu neprijatelja kao i neoklopljena vozila. Druga uloga je bila uloga opšte namene to jest kao klasična bomba. U ovoj ulozi, bombe su bile opremljene upaljačima sa vremenskim odlaganjem koji je detonirao bombu nakon što je probila metu i uništila je kombinacijom njenog praska i fragmenata. 

## Dizajn
Telo SD 70 je od jednog komada livenog i mašinski obrađenog čelične konstrukcije. Telo je imalo jedan poprečni džep za osigurače odmah ispred horizontalnog nosača. Oko nosa bombe često se nalazio kopfring - metalni prsten, trouglastog poprečnog preseka, dizajniran da spreči prodor u zemlju. Pored kopfringa, mogao bi se dodati dinort štap od 61 cm (2 ft) da bi se dobila detonacija pre penetracije za uništavanje pišadije. SD 70 je ispunjen kroz bazu i bio je opremljen zavarenim repnim konusom od čeličnog lima sa rebrastim repnim perajima. SD 70 bi takođe mogao da bude opremljen padobranom i vremenskim upaljačom za eksploziju vazduhaprotivpešadijska uloga. Da bi se ovo postiglo, repna jedinica je uklonjena i limeni cilindar dužine 46 cm (18 in) i prečnika 1.970 cm (775 in) je pričvršćen za bazu bombe. Ovaj cilindar je sadržavao crveni rešetkasti padobran veličine 1,5 m (5 ft) kvadrata sa četiri dvostruke linije omotača koji su bili pričvršćeni za bazu bombe. SD 70 može biti vertikalno ili horizontalno okačen u ležište za bombe ili horizontalno montiran na uporište krila ili trupa . SD 70 je bio obojen u sivo, a repni konus je bio prugast crvenom bojom. 

## Galerija slika
- Prsten za bojevu glavu.
- Dinort štapovi.